# نوكيا 3110 كلاسيك
نوكيا 3110 كلاسيك هو أحد أجهزة نوكيا، شركة الهواتف والتقنية النقالة. يأتي هذا الجهاز مع شاشة نوعها 128 * 160 18-بت (262,144). تم إصدار هذا الجهاز في 2007. تقنيته/تردده هي GSM/EDGE. جيل الجهاز هو BB5.0. عامل الشكل (التصميم) للجهاز هو "قطعة حلوى.
ذو كاميرا خلفية (1.3 megapixel )
يوجد به مكان لوصلة usb للتوصيل بالكمبيوتر

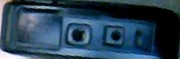

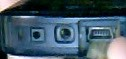

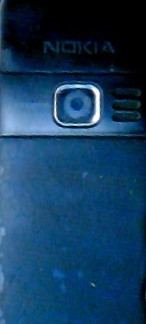